# Nebraska Cornhuskers
Nebraska Cornhusker är University of Nebraska–Lincolns idrottslag. Det har 24 lag (14 damlag och 10 herrlag). 
Herrlaget i amerikansk fotboll spelar sina hemmamatcher i Memorial Stadium. De har sålt ut arenan varje match sedan 1962. Publikrekordet på 92 003 är dock från då damlaget i volleyboll mötte Omaha Mavericks. I syfte att slå publikrekordet för grundspelet i NCAA Women's Division I Volleyball Championship så spelade laget på arenan istället för sin vanliga inomhusarena (då varken den eller någon annan lokal inomhusarena var tillräckligt stor för att ta tillbaka rekordet). Publikrekordet är även världsrekord för damidrott samt för volleyboll. Det tidigare världsrekordet för damvolleyboll var på drygt 20 000 åskådare.